# DYWIDAG-Systems International
DYWIDAG-Systems International (DSI) es una multinacional tecnológica activa en los sectores de la construcción y de las obras subterráneas.
Para comercializar las licencias de productos y sistemas DYWIDAG en el mundo entero, DSI se fundó en 1979 como filial de  Dyckerhoff & Widmann AG. Mediante la fusión de Walter Bau AG y de DYWIDAG en 2001, DSI también fue incluida en el nuevo consorcio.
En el año 2004, con 1.100 empleados, la empresa tuvo una cifra de mercado de 300 millones de Euros. Después de la insolvencia de Walter Bau en 2005, DYWIDAG-Systems International fue adquirida por el inversor financiero Industri Kapital, quien revendió DSI a CVC Capital Partners en 2007. En 2010, DSI fue adquirida por BAML (Bank of America Merrill Lynch) y por Barclays Capital. El 1.º de abril 2011, DSI fue vendida a Triton Private Equity.
Al principio, el énfasis de los negocios estaba en el sector de la construcción, principalmente en los segmentos del postesado y de la geotécnica. En 2000, DSI empezó a establecer un segundo campo de actividades en el sector de las obras subterráneas. Este sector se concentra en el desarrollo, la producción y el suministro de productos y sistemas de alta calidad para la minería y la construcción de túneles.
Hoy en día, DSI es uno de los líderes internacionales tanto en el sector de la construcción como en las obras subterráneas. En 2010, la multinacional tenía 2.118 empleados y alcanzó una cifra de negocios de 620 millones de Euros, de los que un 45% corresponden al sector de la construcción y un 55% al sector de las obras subterráneas. Las actividades en construcción y obras subterráneas están actualmente focalizadas en las regiones EMEA (Europa, Oriente Medio, África), América del Norte, América del Sur y Asia-Pacífico.
Las actividades en el ámbito de los “Accesorios para Hormigón”, el cual forma parte del sector de la construcción, son constituidas por las sistemas de encofrado DYWIDAG  tradicionales de la empresa DSI en Porta Westfalica, los productos contec Systems (todas en Alemania), y por los productos de las empresas Artéon, Mandelli-Setra, Technique Béton e Idéaplast (todas en Francia).
El negocio de las obras subterráneas de la región EMEA está gestionado centralmente por DSI GmbH (anteriormente ALWAG Ges.m.b.H) en Pasching/Linz. Al mismo tiempo, DSI Austria es el centro de competencia en el desarrollo y la aplicación de sistemas innovadores de alta calidad para la minería y la construcción de túneles.
El negocio de DSI en la región Sudamérica se reestructuró a principios de 2009. Con ese fin, las empresas DSI Chile Industrial Ltda. (Santiago, Chile), Protendidos DYWIDAG Ltd. (Sao Paulo, Brasil) y DSI-Fosminas (Belo Horizone, Brasil) se unieron con DSI Peru (Lima, Peru) para formar una división operando en el mercado sudamericano.
Los mercados para la construcción y las obras subterráneas son mercados regionales. Por eso, la presencia mundial de DSI se basa en una estructura de empresa descentralizada. Con sus propias sociedades, licenciados y agentes, DSI está representada en más de 90 países, en todos los continentes.

## Historia
- 1865 Dyckerhoff & Widmann es fundada.
- 1950 DYWIDAG empieza con el negocio de licencias.
- 1979 Fundación de DSI para coordinar el negocio internacional de licencias.
- 2000 DSI refuerza el negocio de suministro para las obras subterráneas.
- 2001 DSI y DYWIDAG forman parte de la multinacional Walter Bau.
- 2005 Después de la insolvencia de Walter Bau, DSI es adquirida por Industri Kapital.
- 2006 Concentración en los nuevos segmentos de la construcción de túneles y de accesorios de hormigón.
- 2007 La red de DSI abarca más de 90 sociedades, participaciones, licenciados y agentes.
- 2007 DSI es vendida a CVC Capital Partners.
- 2009 Fusión de las sucursales SUSPA-DSI y contec en DYWIDAG-Systems International GmbH, Alemania.
- 2009 Fusión de ALWAG Tunnelausbau Ges.m.b.H. en DYWIDAG-Systems International GmbH, Austria.
- 2010 Adquisición de DSI por BAML (Bank of America Merrill Lynch) y Barclays Capital.
- 2011 Venta de DSI a Triton Private Equity.

## Enlaces
- www.dywidag-systems.com

- Datos: Q323748